# Café Mayer

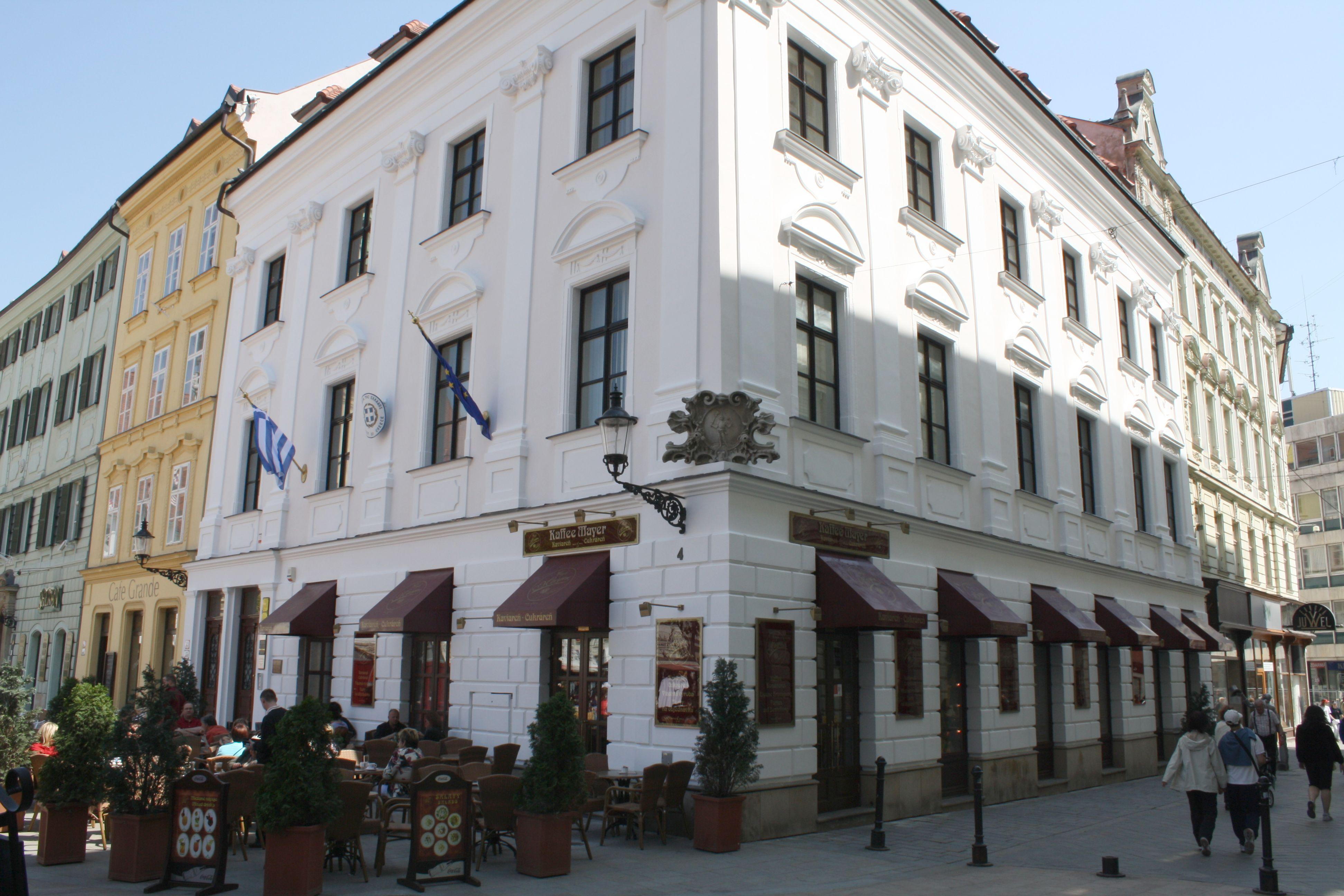
Café Mayer in Bratislava

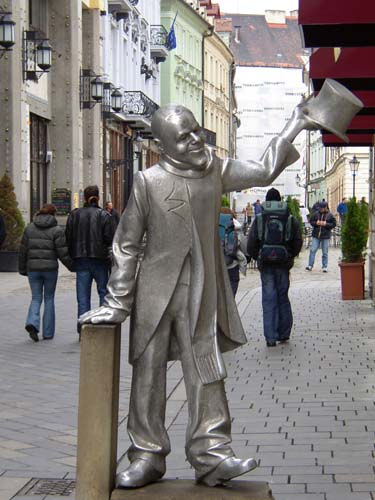
Lebensgroße Figur des Schönen Naci

Das Café Mayer, auch Kaffee Mayer ist ein altes traditionsreiches Kaffeehaus in Bratislava in der Slowakei. Es befindet sich an der Ecke des Platzes Hlavné námestie und der Straße Sedlárska ulica (deutsch Sattlerstraße). Gegründet wurde es von dem k.u.k. Hofkonditor Julius Mayer im Jahr 1873.

## Geschichte
Es ist eines der bekanntesten Kaffeehäuser sowohl für Einheimische als auch Touristen. Das Café besitzt ähnlich den Wiener Kaffeehäusern noch alte Einrichtung, die bis in die Gründungszeit zurückgeht. Zusätzlich zum Kaffeehaus besteht auch eine Konditorei, in der slowakische und Wiener Mehlspeisen hergestellt werden. Im selben Gebäude befindet sich die griechische Botschaft. Während der kommunistischen Zeit existierte das Kaffeehaus nicht. Erst 1993 wurde es wieder eröffnet.

## Trivia
Vor dem Ersten Weltkrieg wurde das Café häufig von Erzherzogin Isabella von Croÿ-Dülmen und ihren zahlreichen Töchtern besucht. Isabella war eine Erzherzogin von Österreich und die Ehefrau des Erzherzogs Friedrichs der zum Ende des 19. Jahrhunderts in Preßburger Grassalkovich Palais residierte. Wenn Isabella hier einkehrte wurde das Etablissement von den Inhabern für die Öffentlichkeit kurzerhand gesperrt.
Nach der Samtenen Revolution versuchte man das Café wieder in den ursprünglichen Zustand zu versetzen und es wurde 1993 neu eröffnet. Im einen der Räume hängte man ein großes Gemälde der Kaiserin Elisabeth auf, das an die k.k.-Zeit der Habsburger erinnern sollte. In Vitrinen, die an den Wänden aufgestellt wurden, sind Erinnerungsgegenstände ausgestellt, an die Historie des Hauses erinnern sollen. 
Ein Stammgast war der in Bratislava als Stadtoriginal bekannte Schöne Náci. Dreißig Jahre nach seinem Tod wurde ihm zum Gedenken eine Statue aufgestellt.